# Jezero Ajding
Aydingkol (ujgursko ئايدىڭكۆل, Айдиңкөл, latinizirano: Aydingköl, mongolsko Aydingkul ali Ayding (kitajsko: 艾丁湖; pinjin: Àidīng Hú) je jezero v Turpanski depresiji, Avtonomna pokrajina Šindžjang-Ujgur, Ljudska republika Kitajska. S 154 m pod morsko gladino je najnižja točka na Kitajskem. To jezero je zdaj popolnoma posušeno ter zelo blatno in slano.

## Zgodovina
V starih časih je bilo jezero Ajding znano kot juéluòwǎn (觉洛浣). Ujgursko ime Ajdingköl pomeni mesečevo jezero, ker ima jezero ob robu plast bele soli, ki daje videz sijoče Lune.

## Geografija
Jezero je v južnem zaledju Turpanske depresije, približno 35 kilometrov stran od mesta Turpan. Od vzhoda proti zahodu se jezero razprostira na 40 kilometrih; razpon sever-jug je 8 kilometrov; in skupna površina jezera je 200 kvadratnih kilometrov. Nastalo je z nastankom orogeneze Himalaje pred 249 milijoni let in je nekoč obsegalo približno 5 milijonov kvadratnih kilometrov celinskega morja, ki se je nekoč dvignilo in močno razširilo. Pozimi leta 1948 je bila jezerska kotanja napolnjena s sladko vodo, ki je izvirala predvsem iz stopljene snežne vode iz gora, pa tudi dodatne podtalnice; zaradi manjše porabe vode za namakanje obdelovalnih površin pozimi je bil vodostaj višji. V poletnem času je vodostaj upadel zaradi povečane porabe namakalne vode za kmetovanje in znatnega naravnega izhlapevanja. Zaradi širjenja kmetijstva v regiji se je število prebivalcev, ki so uporabljali vodo iz jezera, kasneje povečalo in do leta 1958 je jezero zadržalo le 22 kvadratnih kilometrov, z globino vode približno 0,8 metra. Od leta 2000, razen v jugozahodni regiji, je ostalo malo jezerske vode in celotno območje jezera je postalo solina, središče jezera pa vsebuje muljasta močvirja in ni več avtohtonih ptic. V času močnega sonca je pogosto mogoče videti fatamorgane.
Danes ima jezero Ajding mlin za sol, ki za proizvodnjo kemičnih izdelkov uporablja regionalne kristale soli galuna in surovine solitra. V bližini jezera potekajo tudi slikovite ture.
24. julija 2015 je bil na meteorološki postaji blizu Ajdingkola dosežen nov visokotemperaturni rekord na Kitajskem, s temperaturo 50,3 °C.